# Schloss Zaberfeld

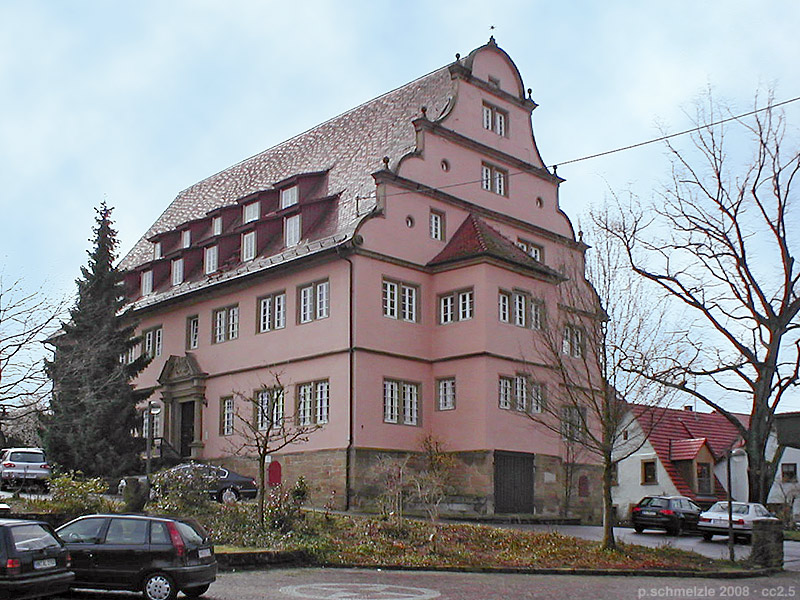
Schloss Zaberfeld

Schloss Zaberfeld, auch Sternenfelser Renaissanceschloss genannt, ist ein Schloss in Zaberfeld im Landkreis Heilbronn in Baden-Württemberg.
Der Renaissancebau mit Volutengiebel wurde von 1587 bis 1619 vermutlich im Auftrag der Herren von Sternenfels erbaut, deren Familienwappen sich im Hauptportal finden lässt. Zudem war das Schloss bis 1740 Sitz des Freiherrn von Sternenfels. Im Inneren befand sich bis ins späte 19. Jahrhundert ein großes Deckengemälde, welches Jupiter und Juno zeigte, sowie eine mit 1519 datierte Holztüre, die mit Delfinmotiven geschmückt war. Ab 1740 war das Schloss Pfarrhaus von Zaberfeld. Zum Pfarrhaus gehörte zudem ein rund einen halben Hektar großer ummauerter Pfarrgarten mit gepflastertem Hof und mehreren Wirtschaftsgebäuden. Im Jahr 2000 wurde das Pfarrhaus in acht Wohnungen umgebaut und im Pfarrgarten ein neues Gemeindezentrum und Pfarrhaus gebaut.

## Portal mit Allianzwappen

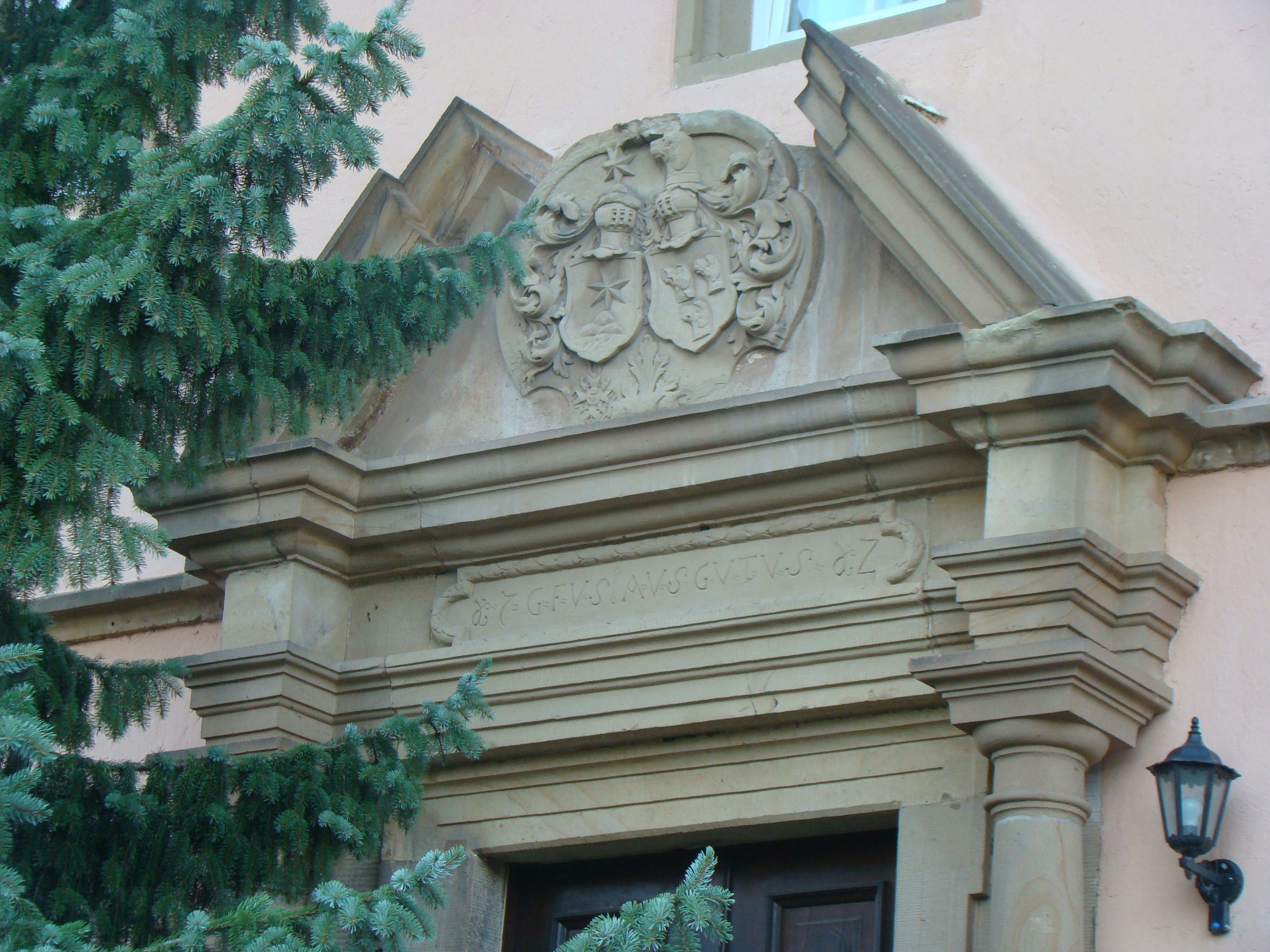
Allianzwappen über repräsentativem Portal

Georg Friedrich von Sternenfels mit seiner Gemahlin Adriane aus dem niederländischen Adelsgeschlecht van Tuyll van Serooskerken statteten das Schloss mit dem repräsentativen Portal aus. Gefertigt ist es aus Sandstein und enthält die Wappen und Initialen der beiden Eheleute.